# Prosoplus vanicorensis
Prosoplus vanicorensis là một loài bọ cánh cứng trong họ Cerambycidae.